# Министры обороны Азербайджана
Министр обороны Азербайджана (азерб. Azərbaycan Respublikasının Müdafiə naziri) — глава Министерства обороны Азербайджана. Министр обороны Азербайджана назначается на должность и отстраняется от должности Президентом Азербайджанской Республики.
Текущий министр — Закир Гасанов

## Список министров

### Военные министры Азербайджанской Демократической Республики
| # | Министр                                                                      | Фото | Срок            | Срок            | Партия       | Председатель Совета Министров                                                                                   | Звание во время работы |
| - | ---------------------------------------------------------------------------- | ---- | --------------- | --------------- | ------------ | --- | ---------------------- |
| 1 | Хосров-бек Султанов (1879—1943) азерб. Xosrov bəy Paşa bəy oğlu Sultanov     |      | 27 мая 1918     | июнь 1918       | Иттихад      | Фатали Хан Хойский                                                                                              | Гражданский            |
| 2 | Фатали Хан Хойский (1875—1920) азерб. Fətəli Xan İsgəndər oğlu Xoyski        |      | 7 ноября 1918   | 25 декабря 1918 | беспартийный | Он же | Гражданский            |
| 3 | Самедбек Мехмандаров (1855—1931) азерб. Səməd bəy Sadıx bəy oğlu Mehmandarov |      | 25 декабря 1918 | 28 апреля 1920  | беспартийный | Фатали Хан Хойский (до 1919 года) Насиб-бек Усуббеков (до 1920 года) Мамед Гасан Гаджинский (и. о. в 1920 году) | Генерал от артиллерии  |

### Народные комиссары по военным и морским делам Азербайджанской Советской Социалистической Республики
| # | Министр                                                             | Фото | Срок           | Срок           | Партия | Председатель Совета Народных Комиссаров             | Звание во время работы |
| - | ------------------------------------------------------------------- | ---- | -------------- | -------------- | --- | --------------------------------------------------- | ---------------------- |
| 1 | Чингиз Ильдрым (Султанов) (1890—1941) азерб. Çingiz İldırım         |      | 28 апреля 1920 | июнь 1920      | Азербайджанская коммунистическая партия (большевиков)                                                            | Нариман Нариманов                                   |                        |
| 2 | Алигейдар Караев (1896—1938) азерб. Əliheydər Ağakərim oğlu Qarayev |      | 21 июня 1920   | 1 февраля 1923 | Азербайджанская коммунистическая партия (большевиков) в составе Российской коммунистической партии (большевиков) | Нариман Нариманов (до 1922 года) Газанфар Мусабеков | Гражданский            |

### Министры обороны Азербайджанской Республики
| #     | Министр                                                               | Фото | Срок              | Срок          | Партия                      | Звание во время работы   |
| ----- | --------------------------------------------------------------------- | ---- | ----------------- | ------------- | --------------------------- | ------------------------ |
| 1     | Валех Баршатлы (1927—1999) азерб. Valeh Əyyub oğlu Bərşadlı           |      | сентябрь 1991     | декабрь 1991  |                             | Генерал-лейтенант        |
| 2     | Таджеддин Мехтиев (?) азерб. Şahin Xeyrəddin oğlu Musayev             |      | декабрь 1991      | январь 1992   |                             | Генерал-майор            |
| и. о. | Шахин Мусаев (?) азерб. Şahin Xeyrəddin oğlu Musayev                  |      |                   |               |                             | Генерал-майор            |
| 3     | Тахир Алиев (род. 1952) азерб. Tahir Yunus oğlu Əliyev                |      | 24 февраля 1992   | 16 марта 1992 |                             | Генерал-майор            |
| 4     | Рагим Газиев (род. 1943) азерб. Rəhim Həsən oğlu Qazıyev              |      | 17 марта 1992     | февраль 1993  | Народный Фронт Азербайджана | Гражданский              |
| 5     | Дадаш Рзаев (1935—2024) азерб. Dadaş Qərib oğlu Rzayev                |      | февраль 1993      | июнь 1993     |                             | Генерал-майор            |
| и. о. | Вахид Мусаев (1947—1999) азерб. Vahid Abdulla oğlu Musayev            |      | июнь 1993         | июнь 1993     |                             | Генерал-майор            |
| и. о. | Сафар Абиев (род. 1950) азерб. Səfər Axundbala oğlu Əbiyev            |      | июнь 1993         | август 1993   |                             |                          |
| 6     | Мамедрафи Мамедов (род. 1942) азерб. Məmmədrəfi İsmayıl oğlu Məmmədov |      | сентябрь 1993     | февраль 1995  |                             | Генерал-лейтенант        |
| 7     | Сафар Абиев (род. 1950) азерб. Səfər Axundbala oğlu Əbiyev            |      | с февраля 1995    | октябрь 2013  |                             | Генерал-полковник        |
| 8     | Закир Гасанов (род. 1959) азерб. Zakir Əsgər oğlu Həsənov             |      | с 22 октября 2013 |               |                             | Генерал-полковник (2013) |